# Castillo de Hunyadi
El castillo de Hunyadi o castillo de Huniade (en rumano: Castelul Huniade; en húngaro: Hunyadi-kastély) es el monumento más antiguo de Timișoara, Rumania, fue construido entre 1443 y 1447 por Juan Hunyadi y Paolo Santini de Duccio sobre el antiguo castillo real que data del siglo XIV (construido durante el reinado de Carlos I de Hungría). El castillo fue reconstruido por los bajás turcos en el siglo XVII y por el príncipe Eugenio de Saboya en el siglo XVIII. La estructura debe su aspecto actual a la campaña de reconstrucción de 1850. Alberga las secciones de Historia, Arqueología y Ciencias Naturales del Museo Nacional de Banato.

## Historia

### Castillo antiguo
La construcción del actual Castillo de Hunyadi comenzó en el siglo XIV, después de una visita del rey Carlos I a Timișoara en 1307. Decidió establecer aquí su residencia y consideró necesario construir un castillo a su gusto. La construcción probablemente fue realizada por albañiles italianos y terminó en 1315, porque en 1316 el rey ya estaba instalado en su nuevo castillo. El edificio se desarrolló alrededor de un patio cuadrangular con torres cilíndricas en las esquinas. Al estar ubicado en una isla, estaba conectado a la ciudad de Timișoara, que también había sido fortificada por el mismo rey, a través de un puente móvil. Después de casi ocho años, el castillo fue dañado por un terremoto y el rey tuvo que abandonarlo. Sufrió importantes renovaciones por órdenes del Conde Filippo de Ozora Después de una extensa investigación, se encontró la base original 40 cm por debajo del pavimento del castillo actual.

### Castillo nuevo

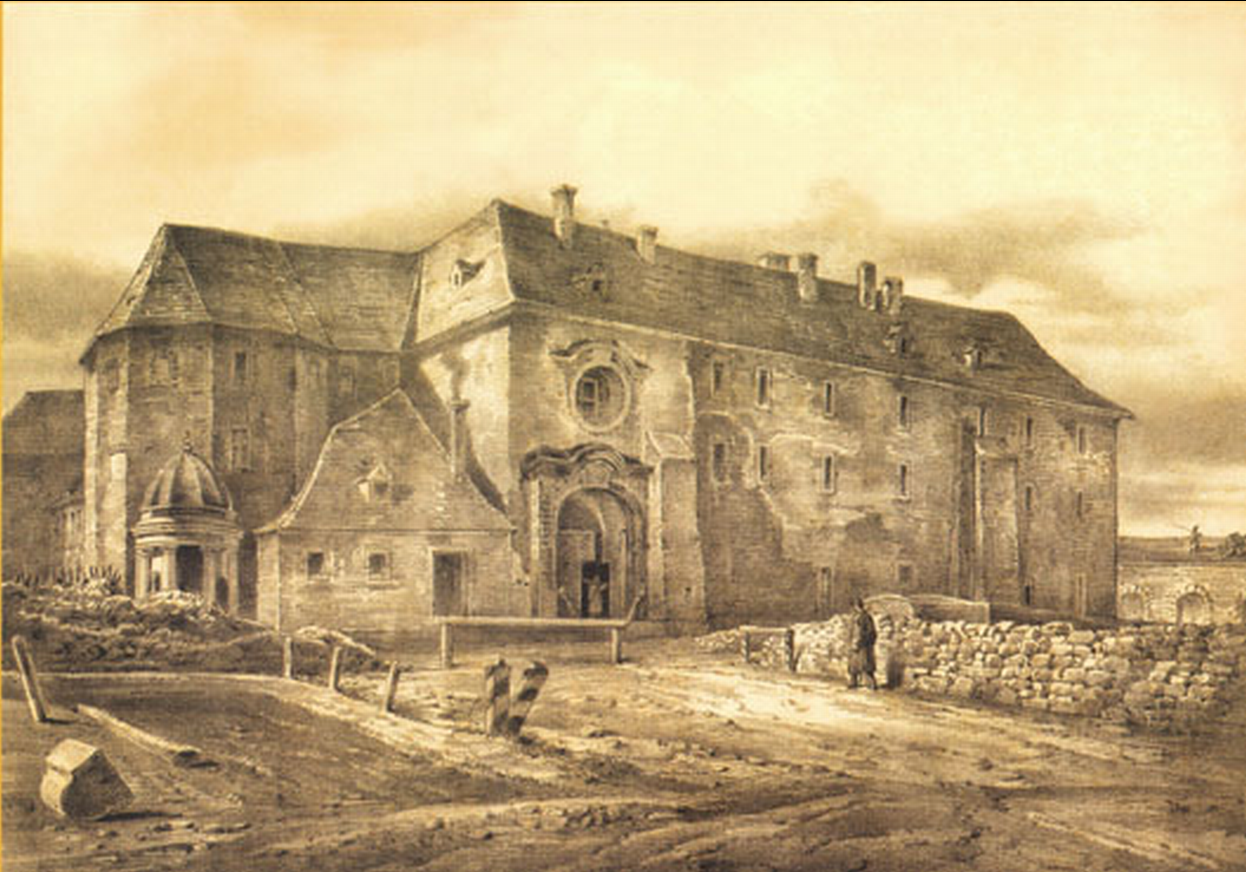
Litografía del castillo de Hunyadi hacia 1730 (Museo Nacional de Banat)

Entre 1441 y 1456, el Conde de Timișoara fue Juan Hunyadi. Estableció aquí su residencia y ordenó la construcción de un nuevo castillo, sobre las ruinas del antiguo castillo real. A su construcción contribuyó el arquitecto italiano Paolo Santini de Duccio, en ese momento al servicio de Hunyadi. Tanto el castillo como sus fortificaciones estaban dotados de torres semicirculares adaptadas a la artillería. Sirvió como residencia noble para todos los reyes que se quedaron en Timișoara hasta 1552. Durante la ocupación otomana (1552-1716), sirvió como residencia de los beylerbeys del Eyalato de Temeşvar.

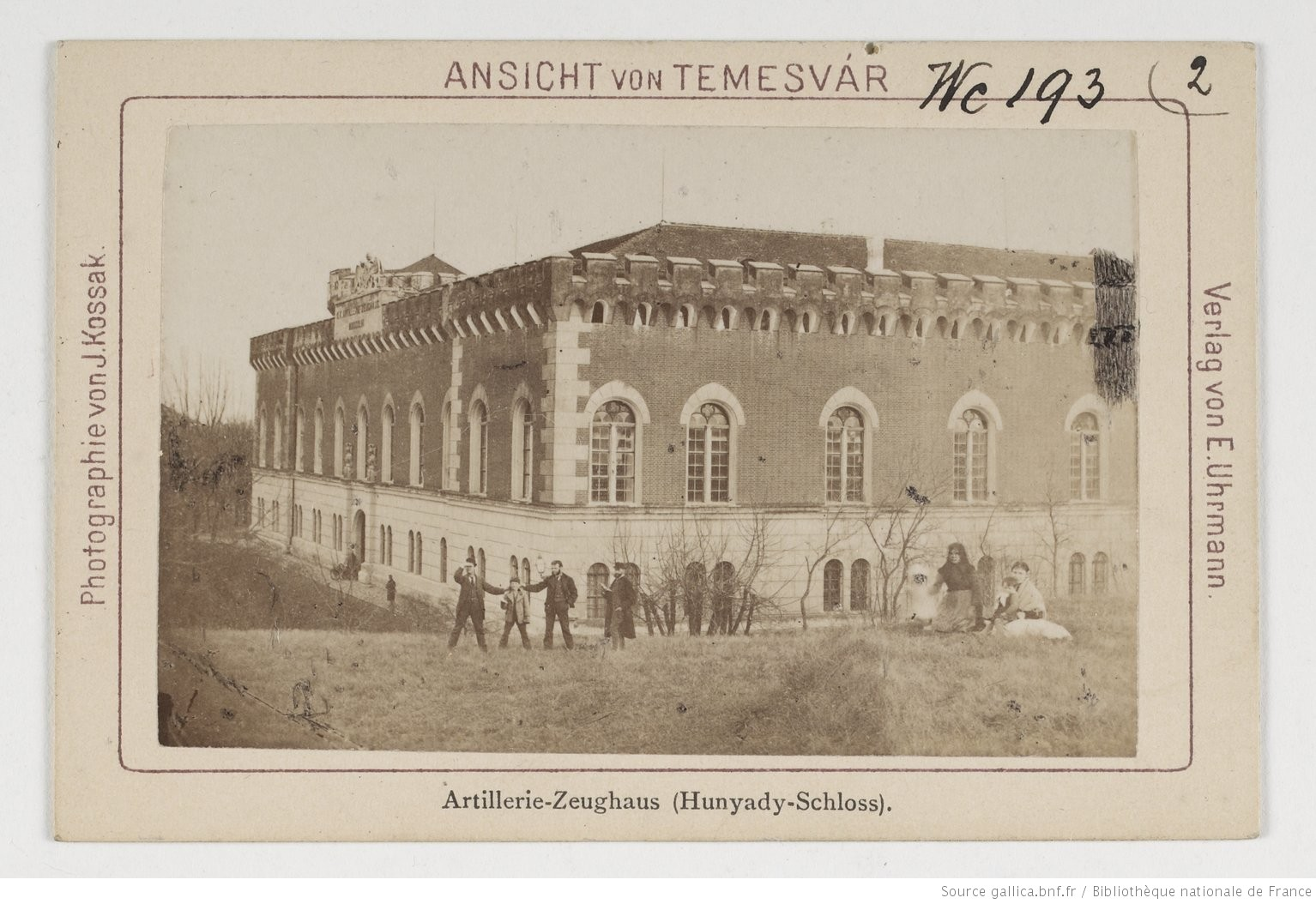
El castillo de Hunyadi en 1880. En aquella época, el castillo era un cuartel de artillería.

Debido al asedio de los imperiales, que supuso la reconquista de Banato, el castillo resultó dañado, por lo que a partir de 1716 fue necesaria su renovación. Pero se cambió su función, transformándose en cuartel de artillería y almacén militar.
En 1849, los revolucionarios húngaros, sitiando Timișoara, destruyeron el castillo hasta sus cimientos, al punto en que fue necesaria la reconstrucción del edificio. Los trabajos de reconstrucción y renovación se terminaron en 1856. Sin embargo, la fachada principal del castillo fue modificada, esta vez realizada en un estilo romántico. Entre 1919 y 1947, el cuartel de Banato (en rumano: Cazarma Bănățeană), como se conocía entonces, fue sede del Regimiento de Pioneros VII y del Regimiento de Artillería Pesada VI.
Desde 1947, el castillo alberga el Museo Nacional de Banato. Delante del castillo hay dos faroles que recuerdan en varios idiomas que Timișoara fue la primera ciudad de Europa en introducir el alumbrado público eléctrico en 1884.

## Arquitectura
A pesar de los muchos cambios sufridos, el castillo mantuvo su organización en torno a un patio cuadrangular, la posición del torreón y el "Salón de los Caballeros", detalles que también se pueden encontrar en el Castillo de Hunyad en Hunedoara. La fachada principal fue rehecha en un estilo romántico. Las ventanas, rematadas en arco de medio punto pero con decoración neogótica en la parte superior, ocuparon el lugar de los huecos para las piezas de artillería, y la fachada se realizó en ladrillo aparente. El primer piso, construido sobre la altura de dos pisos normales, contiene dos salas abovedadas de estilo neogótico, una de tres naves y otra de dos, las cuales están construidas en ladrillo y sostenidas por una fila de columnas macizas. La parte superior de la fachada está almenada, lo que le da un aspecto de fortaleza. Los dos extremos de la fachada principal están provistos de risalti, cuyas esquinas están acentuadas por una imitación de yeso del sistema constructivo de piedra.
La torre del castillo es de forma rectangular, de baja altura, con pequeñas ventanas y decorada con almenas en el extremo superior para que no se vea el techo. La entrada principal ha sido modificada y está flanqueada por dos pilastras macizas, cada una de las cuales tiene una colección de armas de la Edad Media en la parte superior, que contribuyen al aspecto gótico del castillo.

## Investigación arqueológica
El castillo ha sido investigado sistemáticamente desde 2007. Se descubrió una fuente de 4 metros de profundidad construida entre los siglos XV y XVI, una torre medieval de ladrillo y mortero de 11 metros de altura, ubicada en el interior del castillo. La torre servía de vivienda, pero también de refugio en caso de asedio. Otras investigaciones se realizaron en 1903, con motivo de las obras de arriostramiento necesarias en ese momento, cuando se descubrieron por primera vez las ruinas del castillo medieval del siglo XIV. En 1980, el arqueólogo Alexandru Rădulescu realizó estudios en el patio interior y en el "Salón de Mármol", revelando las paredes de ladrillo que datan de entre los siglos XIV y XVI.